# Солонці (Бурятія)
Солонці (рос. Солонцы) — село Тарбагатайського району, Бурятії Росії. Входить до складу Сільського поселення Шалутське.
Населення — 642 особи (2015 рік).